# Maria im Ährenkleid

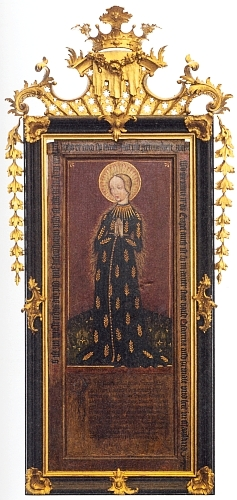
Ährenkleidmaria, Kloster Schlägl, 1425–1430

Maria im Ährenkleid, auch Ährenkleidmaria (aber nicht ganz richtig: Ährenkleidmadonna), ist in der mittelalterlichen und frühneuzeitlichen christlichen Kunst des deutschsprachigen Raumes die Darstellung der späteren Gottesmutter Maria als jugendliche Tempeljungfrau im ährengeschmückten Kleid.

## Bildtradition

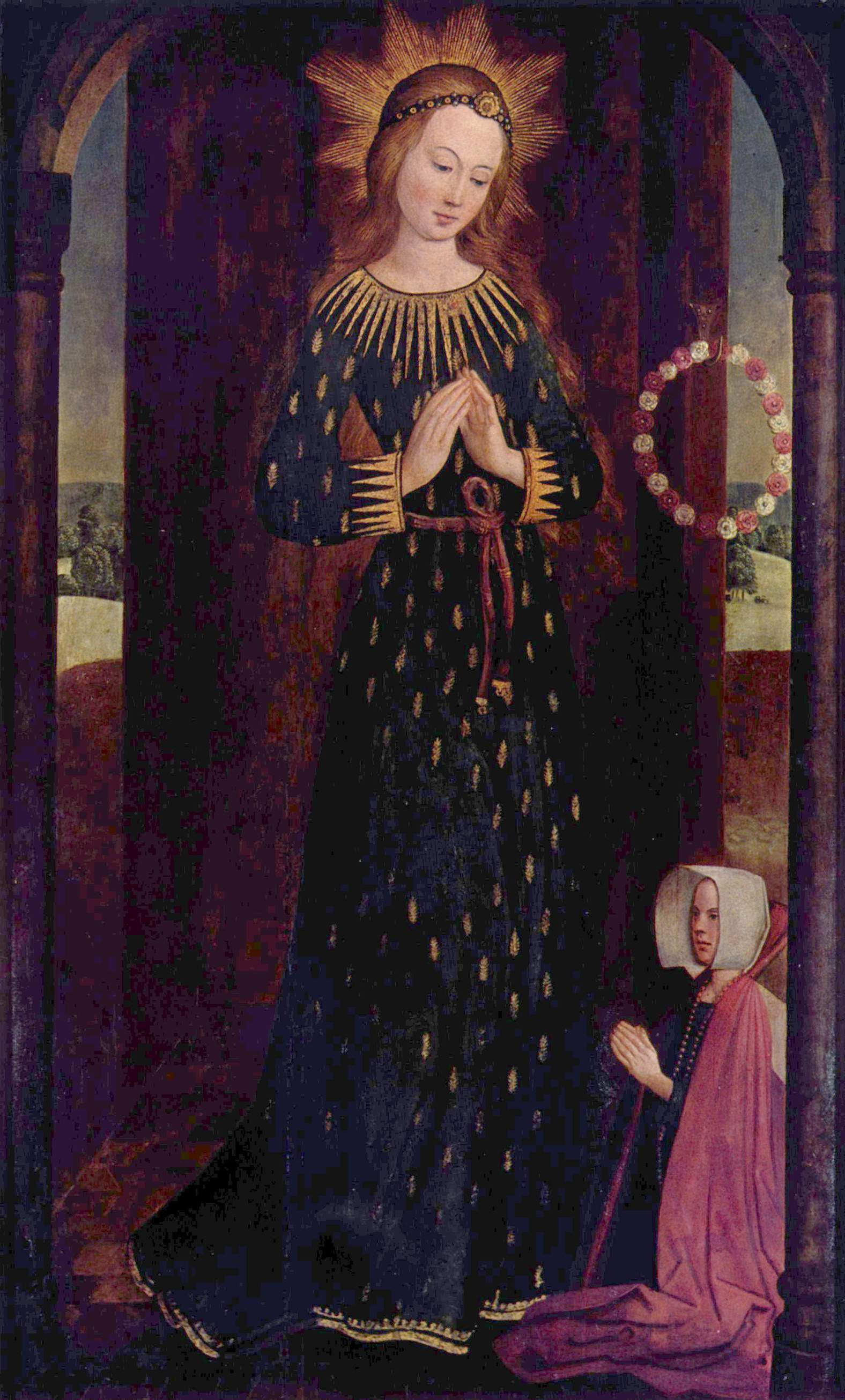
Maria im Ährenkleid, Tafelbild von Hinrik Funhof, um 1480, Kunsthalle Hamburg

Der Bildüberlieferung liegt eine vergleichsweise schmale literarische Tradition zugrunde: In den apokryphen Evangelien wird davon berichtet, dass Maria, bevor sie mit dem Jesuskind schwanger ging, im Tempel zu Jerusalem diente. Ursprung der Bildtradition, soweit sie zurückzuverfolgen ist, war wohl eine in der ersten Hälfte des 14. Jahrhunderts nördlich der Alpen entstandene, von deutschen Kaufleuten in den Mailänder Dom gestiftete und von ihnen sehr verehrte, wundertätige Statue der Ährenkleidmaria aus Silber. Sie kam während des Domneubaus abhanden und wurde mehrfach ersetzt, so 1465 durch ein Gemälde und gegen 1485 durch eine Marmorfigur. Auf eines der Nachfolgegemälde beziehen sich die Bildumschriften einiger Holzschnitte ab der Mitte des 15. Jahrhunderts und geben uns auch die notwendigen Hinweise auf die Bildbedeutung. Gezeigt wird jeweils im Hochformat die schlanke Gestalt der jugendlichen Maria, ausgestattet mit den wesentlichen Motiven aller dieser Darstellungen: offen getragenes Haar, flammenkranzförmiger Kragen, betend gefaltete Hände und vor allem die Ähren auf dem langen Kleid der hochgegürteten, stehenden Tempeljungfrau. Auch in der Reihe von Gemälden und Skulpturen dieses Bildthemas aus den Jahrzehnten um 1500 werden diese Motive beibehalten, bis im Laufe des 16. Jahrhunderts die Bedeutung des Bildmotivs in der bildenden Kunst abnimmt und im Wesentlichen auf kleinen Andachtsbildern des deutschsprachigen Alpenraums bis zum Ende des 18. Jahrhunderts weiterlebt. Bei der überwiegenden Zahl von Darstellungen handelt es sich um stehende Einzelfiguren ohne szenische Aktion und ohne Einbindung zum Beispiel in einen Zyklus des Marienlebens. Regional beschränkt sich der Bildtyp auf den deutschen Sprachraum.

## Bildbedeutung
Der Sinngehalt des Ährenkleides ist nicht eindeutig festzulegen. Die Forschung hat dazu auf mehrfache Bezüge hingewiesen: Die Ähre ist ein Symbol Christi und der Eucharistie. Das Hohelied (7,3) spricht zur Braut: „Dein Leib ist wie ein Weizenhaufen, umsteckt mit Lilien“, eine Allegorie, die in der mittelalterlichen Theologie auf Maria als mystische Braut Christi bezogen wurde. Der Flammen- oder Strahlenkranz am Halsausschnitt ist als Lichtsymbol und der Gürtel Mariens als Zeichen der Jungfräulichkeit zu verstehen.
Schon mindestens eine der Mailänder Ährenkleidmarien war ein Votivbild: Ein in der Fremde zum Tode verurteilter Kaufmann, dem nachts Maria im Ährenkleid erschien, gelobte dieser, für seine Rettung ein Bild in den Mailänder Dom zu stiften, und kam daraufhin wundersam frei – so eine mittelalterliche Überlieferung. Auch für das Gemälde in Soest, auf dem am Rande neben einer fürbittenden Frau ein gefesselter Gefangener zu sehen ist, muss ein entsprechender Entstehungshintergrund angenommen werden.

## Einzelwerke
- Mailand, Castello Sforzesco, Marmorfigur aus dem Mailänder Dom, vor 1485
- Staatliche Graphische Sammlung München, süddeutscher Holzschnitt um 1450–60
- Zürich, Sammlung der ETH, Holzschnitt um 1465
- Kopenhagen, Dänisches Nationalmuseum, Holzschnitt, 15. Jahrhundert
- München, Bayerisches Nationalmuseum, Tafelbild vom Meister des Bamberger Altars, um 1430
- Soest, Wiesenkirche, Tafelbild um 1450–80
- Hamburger Kunsthalle, Tafelbild von Hinrik Funhof (Abb. s. oben)
- Rheinisches Landesmuseum Bonn, Holzskulptur, um 1450
- Bremen, Focke-Museum, Ährenkleidmaria als Doppelfigur mit Gnadenstuhl in einer geschnitzten Leuchterkrone, um 1500
- Weimar, Schlossmuseum, Tafelbild aus der Cranach-Werkstatt, 1518
- Nationalgalerie Prag, Altarflügel, Meister des Altars von Litomerice, um 1500
- Gotisches Tafelbild im neugotischen Hochaltar der ehemaligen Dominikanerkirche in Budweis, Tschechien
- Barocke Steinfigur vor der Dominikanerkirche in Budweis, Tschechien, Anna liest mit der kleinen Maria in der Bibel. Maria trägt ein Ährenkleid.
- Diözesanmuseum Limburg, Holzskulptur Ende 15. Jh.
- Birgden, St. Urban, Holzskulptur farbig gefasst, Heinrich Douvermann, gegen 1520.